# Filino de Atenas
Filino( /fɪˈlaɪnəs/; em grego:  Φιλῖνος; viveu durante o século IV a.C.) foi um orador Ateniense, um contemporâneo de Demóstenes e Licurgo. Ele é mencionado por Demóstenes em sua oração contra Meidias, que o chama de o filho do Nicostrato, e diz que ele foi trierarca com ele. Harpocratão menciona três discursos de Filino.